# Schachtelkranz
Beim sogenannten Schachtelkranz handelt es sich um einen Brauch, der in Norddeutschland praktiziert wird, vor allem in Westfalen und Niedersachsen. Der Name ist von einem Kranz aus Schachteln hergeleitet, der einer Frau traditionell zu ihrem 25. Geburtstag geschenkt wird, wenn sie bis dahin noch nicht verheiratet ist.

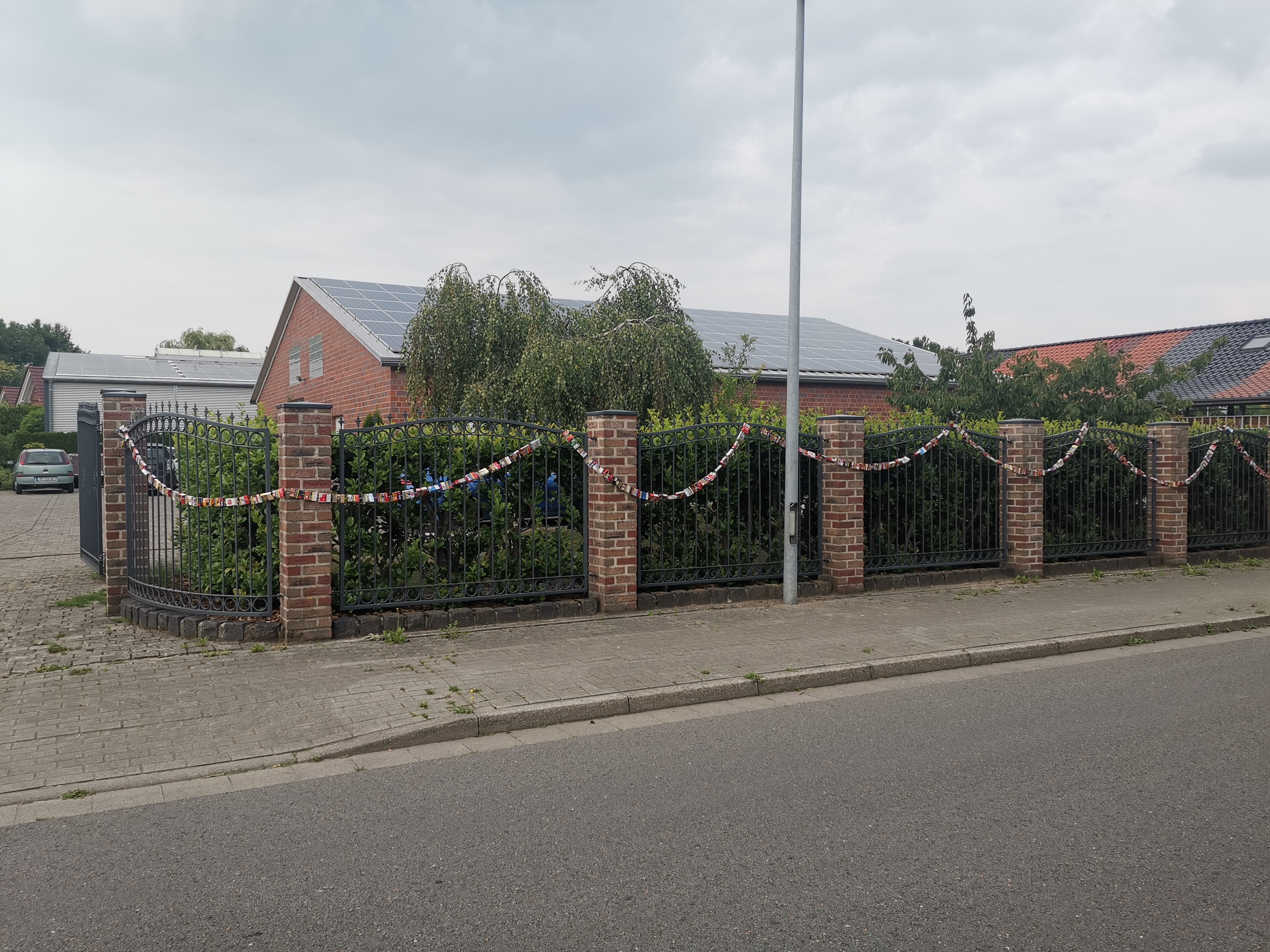
Aufgehängter Schachtelkranz im nördlichen Münsterland

## Beschaffenheit
Ein Schachtelkranz wird aus einer ganzen Reihe einzelner Schachteln zusammengesetzt, wobei oft leere Zigaretten-, Medikamenten- oder Parfumschachteln verwendet werden. Die Schachteln werden mit einer Schnur oder einem Seil durchstochen und so aneinander aufgereiht. In der Regel werden die Schachtelkränze von guten Freunden und/oder Verwandten gefertigt. Entweder ist die Kranzempfängerin dabei nicht anwesend, oder sie bewirtet die Kranzhersteller, z. B. mit Getränken.

## Hintergrund des Brauches
Der Schachtelkranz ist der Ersatz für den bei der Hochzeit als Brautschmuck verwendeten Grünen Kranz (Jungfernkranz), den die Frau zur Hochzeit bekommt, wenn sie vor ihrem 25. Geburtstag heiratet. Anstelle der immergrünen Myrte besteht er aus Schachteln. Diese stehen dabei symbolisch für die Empfängerin, die so zur alten Schachtel wird.
Der Schachtelkranz ist das Analogon zum Sockenkranz oder Flaschenkranz (Kuemmerlingkranz) bei unverheirateten 25-jährigen Männern.
Wird diejenige aber in einem Schaltjahr 25, so wird ihr stattdessen ein Kümmerlingkranz/Flaschenkranz gebracht, da in einem Schaltjahr die Kränze getauscht werden und die Männer einen Schachtelkranz bekommen.
Ein verwandter Brauch ist das Treppenfegen lediger Männer am 30. Geburtstag.

## Durchführung
Regelmäßig wird der Kranz am 25. Geburtstag der so Beschenkten an der Haus- oder Wohnungstür befestigt und verbleibt dort etwa drei bis vier Wochen. Nach dem Aufhängen muss die Empfängerin abschätzen, welche Länge der Kranz hat; als Maßeinheit gilt dabei die Bierflasche. Es wird dann die Differenz zwischen der wirklichen Schachtelkranzlänge und der Schätzung ermittelt, die ebenfalls in Bierflaschen angegeben wird. Die Kranzempfängerin soll dann ebendiese Menge an Bier trinken.
Zwischen Auf- und Abhängen des Schachtelkranzes wird normalerweise ein Fest veranstaltet, das sogenannte Kranzgießen. Dieses bezieht sich eigentlich auf den Grünen Kranz, der gegossen wird, damit er nicht vertrocknet. Das dazugehörige Ritual wurde in den Schachtelkranzbrauch übernommen.
Das Schachtelkranzabhängen wird dann erneut gefeiert.

## Traditioneller Ablauf
- Messen: Hierbei wird die Länge des Kranzes abgemessen. Meist wird die Länge in der Maßeinheit (Bier-)Flaschen ermittelt. Neben der Ausmessung steht, wie bei allen anderen Terminen, das gesellschaftliche Zusammenkommen an erster Stelle.
- Binden: Der Kranz wird bei guten Freunden/Verwandten in der Nähe gebunden. Die künftige Kranzinhaberin ist hierbei nicht anwesend, kann aber für das leibliche Wohl (Getränke) verantwortlich sein; meist weiß die Dame auch nicht davon. Hierbei werden die im Vorfeld gesammelten Schachteln möglichst dekorativ an einem Tau, Seil oder einer entsprechenden Schnur befestigt.
- Aufhängen: Am Geburtstag wird der Schachtelkranz an und um die Haustür aufgehängt. Hierbei wird meist eine Bierflasche (oder auch mehrere) als Wasserwaage umfunktioniert, um den Kranz gerade aufzuhängen.
- Gießen: Eigentlich ist dies ein Brauch für einen Grünen Kranz, der sonst vertrocknen würde. Meist wird aber auch der Schachtelkranz gegossen, da es nicht um den Vorgang, sondern um das Feiern geht. Normalerweise wird das Gießen ungefähr in die Mitte zwischen Auf- und Abnehmen terminiert.
- Abnehmen: Nach 3 bis 4 Wochen wird im Allgemeinen der Kranz wieder abgenommen. Dies wird traditionell auch wieder entsprechend zelebriert.

## Kritik
Der Schachtelkranzbrauch wird von Betroffenen bisweilen als diskriminierend betrachtet, da er einen gewissen gesellschaftlichen Druck ausübt und ein vermeintliches Lebensdefizit betont.